# Bureja (Fluss)
Die 623 km lange Bureja (russisch Бурея) ist ein linker Nebenfluss des Amur im Fernen Osten Russlands (Asien).

## Geographie
Die Bureja entsteht an der Westflanke des nach ihr benannten Burejagebirges in 580 m Höhe aus den Quellflüssen Rechte Bureja (russisch Prawaja Bureja) und Linke Bureja (russisch Lewaja Bureja). Die Rechte Bureja entspringt am Südhang des Esopkammes, die linke Bureja am Westhang des Dusse-Alin. Diese beiden über 2000 Meter hohen Bergketten stellen die nördlichen und höchsten Teile des Burejagebirges bzw. dessen nördliche Fortsetzungen dar. Die Gesamtlänge der Bureja mit Rechter Bureja beträgt 739 km.
Der Name des Flusses ist vom ewenkischen Wort birija für „Fluss“ abgeleitet.
Im Oberlauf stellt die Bureja einen schnell fließenden (3–4 m/s) Gebirgsfluss mit engem Tal dar, der in südwestlichen Richtungen die
Region Chabarowsk durchfließt. Später weitet sich das Tal in der Gegend um Nowy Urgal. Im weiteren Verlauf wird das hier etwa 800 m hohe Turanagebirge in einem engen Tal durchbrochen. Der Fluss erreicht die Oblast Amur, die er dann bis zur Mündung durchfließt. Oberhalb der Stelle des Austritts aus dem Gebirge, nahe der Siedlung Talakan, wurde von den 1970er-Jahren bis 2009 die Bureja-Talsperre errichtet. Weiter flussabwärts, oberhalb der Siedlung Nowobureiski, ist die kleinere Untere Bureja-Talsperre mit Wasserkraftwerk (Nischnebureiskaja GES). Nach dem Durchfließen des östlichen Teils der Seja-Bureja-Ebene mündet die Bureja schließlich mit zwei Armen beim Dorf Skobelzino in den Amur.
Quellgebiet und Oberlauf der Bureja liegen im über 3500 km² großen Bureja-Naturreservat (russisch Bureinski sapowednik).
Das Einzugsgebiet der Bureja umfasst 70.700 km². Nahe der Mündung ist der Fluss fast 500 m breit und über 4 m tief, die Fließgeschwindigkeit beträgt 1,9 m/s. In den Sommermonaten führt der Fluss häufig Hochwasser, wobei der Wasserspiegel um 6–10 Meter ansteigen kann.
Die wichtigsten Nebenflüsse sind von links Urgal (Ургал) und Tyrma (Тырма), von rechts Niman (Ниман) und Tujun (Туюн).
Direkt an der Bureja gibt es keine Städte, die größten Orte sind die Siedlungen städtischen Typs Nowy Urgal, Talakan, Nowobureiski und, einige Kilometer entfernt, Bureja.

## Infrastruktur

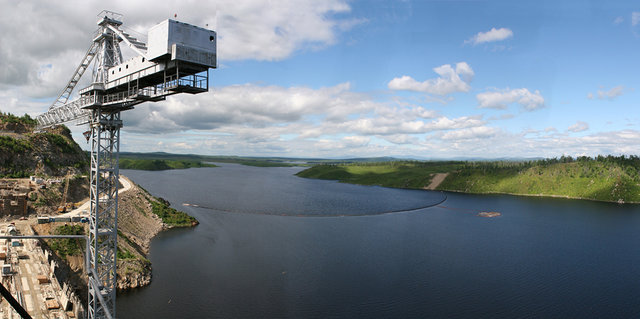
Bau des Wasserkraftwerks Burejskaja

Im Unterlauf, nahe Nowobureiski (sowie der Siedlung Bureja mit der gleichnamigen Bahnstation) überquert die Transsibirische Eisenbahn und im Mittellauf bei Nowy Urgal die Baikal-Amur-Magistrale (BAM) den Fluss, jeweils auf mehrere Hundert Meter langen Brücken. Unterhalb von Nowy Urgal verläuft die Trasse der Transsib-BAM-Querverbindung Iswestkowaja – Tschegdomyn im Flusstal. Dieser Streckenabschnitt muss für die geplante Flutung der Bureja-Talsperre verlegt werden.
Oberhalb Nowobureiski wird die Bureja seit 2001 auch von der Fernstraße M58 Amur überquert. Dies ist die einzige Straßenbrücke über die Bureja. Im Zusammenhang mit dem Talsperrenbau wurde eine feste Straße von Nowobureiski flussaufwärts bis Talakan errichtet.

## Erdrutsch im Dezember 2018
Durch einen Erdrutsch im Dezember 2018 wurde der Fluss auf einer Breite von etwa 600 bis 800 Metern und einer Höhe von 80 bis 160 Metern blockiert. In ersten Berichten wurde spekuliert, dass der Erdrutsch durch einen Meteoriteneinschlag verursacht wurde. Mittlerweile gilt jedoch ein Erdbeben als Ursache.
Im Februar 2019 wurde unter Einsatz von 200 Tonnen TNT ein Kanal in den Erdrutsch gesprengt.